# Horch 31-60 PS
La  Horch 31/60 PS era un'autovettura prodotta dal 1907 al 1910 dalla Casa automobilistica tedesca Horch.

## Storia e profilo
Questa vettura, fu la prima Horch a 6 cilindri, nonché la più esclusiva delle Horch prodotte nel periodo in cui il fondatore August Horch era ancora in forze alla Casa di Zwickau.

Risalente ad un progetto del 1906, la 31/60 PS fu lanciata l'anno seguente: disponibile nelle carrozzerie phaeton e limousine ed in tre varianti di passo (3.375 mm, 3.450 mm e 3.525 mm), la 31/60 PS nasceva su di un telaio a due longheroni paralleli, irrigidito mediante elementi ad U nella zona posteriore e mediante il propulsore (che fungeva anche da elemento stabilizzante) nella zona anteriore. Il propulsore era un 6 cilindri di tipo triblocco con distribuzione IOE e con cilindrata di ben 7973 cm³. La potenza massima era di 65 CV a 1400 giri/min, sufficienti per spingere la vettura ad una velocità massima compresa tra i 95 ed i 100 km/h, a seconda del tipo di carrozzeria e della misura di passo scelta dal cliente. Una delle più significative novità tecniche introdotte con la 31/60 PS era una nuova frizione a tamburo metallico che univa i vantaggi delle vecchie frizioni ad attrito con cono rivestito in cuoio e quelli delle frizioni a lamelle. Il cambio era inizialmente manuale a 3 marce, ma poco tempo dopo l'introduzione della vettura, si optò per un più efficace cambio a 4 marce.

La 31/60 PS non incontrò un buon successo commerciale e neppure in ambito sportivo: ciò costituì il pretesto per il direttivo della Casa di Zwickau di spingere August Horch alle dimissioni, fatto che avvenne nel 1909.